# Mitrochowo (obwód wołogodzki)
Mitrochowo (ros. Митрохово) – wieś w Rosji, w rejonie szeksnińkim obwodu wołogodzkiego. W 2010 r. liczyła 2 mieszkańców.